# Aedes vicarius
Aedes vicarius är en tvåvingeart som beskrevs av Lien 1968. Aedes vicarius ingår i släktet Aedes och familjen stickmyggor.
Artens utbredningsområde är Taiwan. Inga underarter finns listade i Catalogue of Life.